# 斯科舍 (密蘇里州)
斯科舍（英語：Scotia）是位於美國密蘇里州克勞福德縣的非建制地區。

## 歷史
斯科舍的郵局於1885年設立，其後於1942年停運。

## 地理
斯科舍所處的海拔為高於海平面200米（即656英呎），而該地所採用的時區為UTC-6，即北美中部時區（CST）。同時該地設有夏令時間，為UTC-6調快一小時，即UTC-5（CDT）。